# Dois Córregos
Dois Córregos é um município brasileiro no interior do estado de São Paulo. Sua população conforme estimativa do IBGE em 2024 era de 24 855 habitantes. O município é formado pela sede e pelo distrito de Guarapuã.

## História

### Formação territorial-administrativa
Histórico da formação do município:
- Povoado de Espírito Santo de Dois Córregos em 04/02/1856.
- Freguesia criada com a denominação de Dois Córregos, no município de Brotas, pela Lei nº 28, de 28/03/1865.
- Município criado pela Lei nº 43, de 16/04/1874.

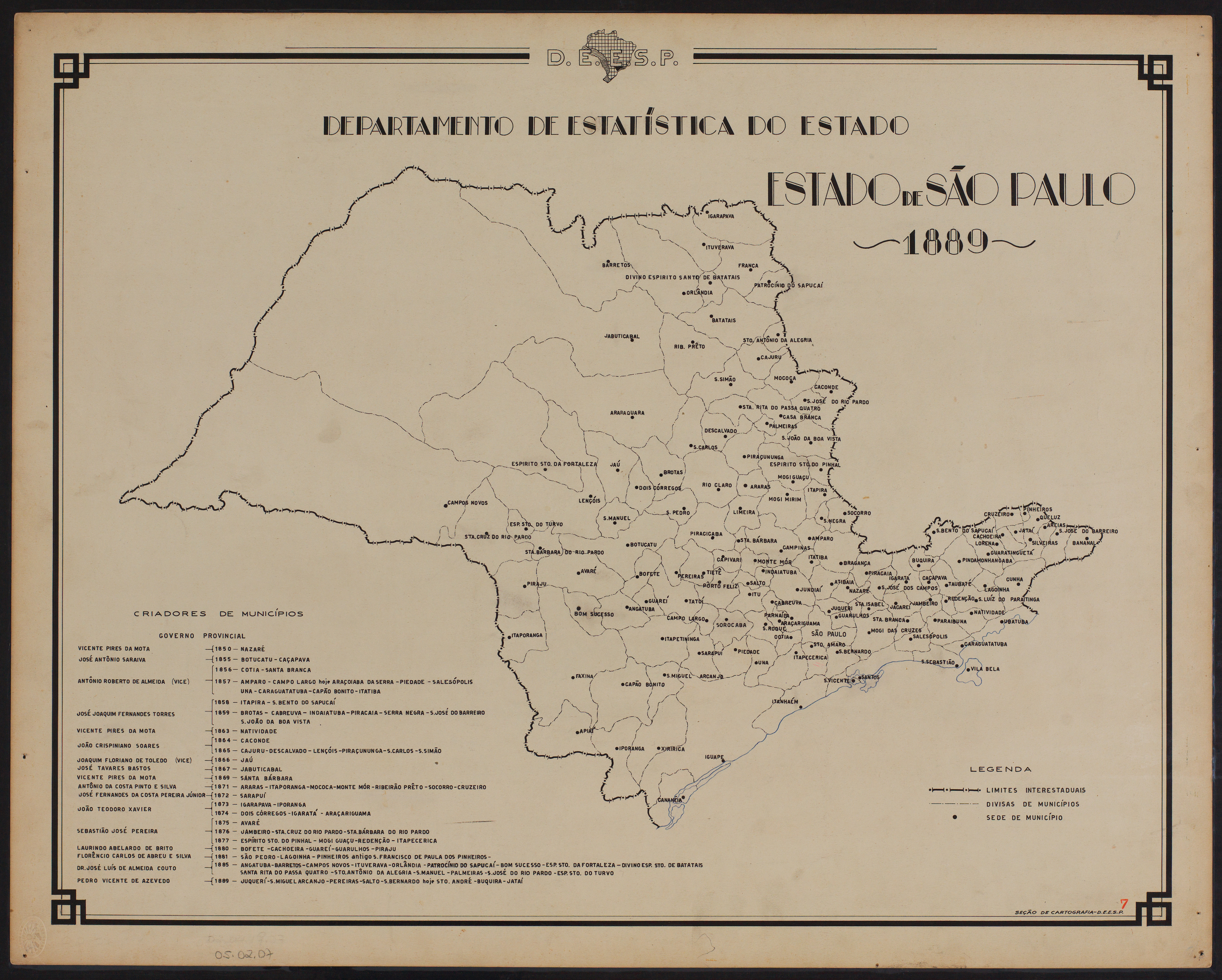
Estado de São Paulo (1889).

## Geografia
Localiza-se a uma latitude 22º21'58" sul e a uma longitude 48º22'49" oeste, estando a uma altitude de 673 metros. Possui uma área de 632,973 km².

### Distritos
Guarapuã é o único distrito de Dois Córregos, a quinze quilômetros da sede do município, com população de cerca de três mil habitantes. O distrito tem uma igreja, a Igreja de Santo Antônio de Lisboa.
O primeiro nome de Guarapuã foi Santo Antônio da Graminha. Depois, tornou-se Santo Antônio da Figueira. A denominação Guarapuã surgiu apenas em 1944. "Guarapuã", em tupi-guarani, quer dizer "árvore que se levanta", referência à grande figueira que estava situada na praça central e que acabou dando o nome à localidade. 

### Hidrografia
- Rio Jaú
- Rio Tietê
- Rio Piracicaba
- Rio Jacaré-Pepira
- Rio Turvo
- Rio da Prata
- Córrego Lajeado
- Córrego Fundo

### Rodovias

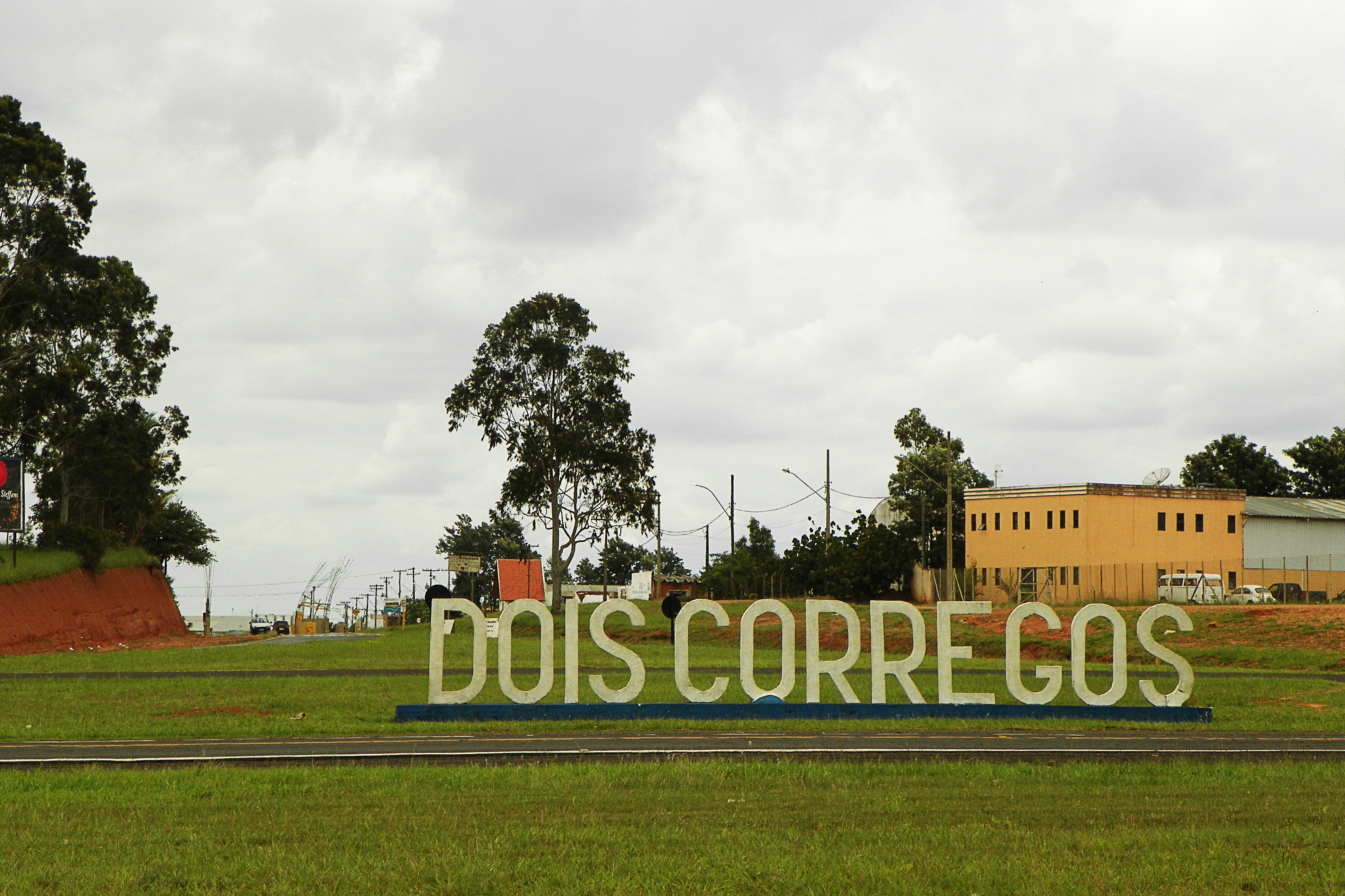
Entrada da cidade.

- SP-304 - Rodovia Deputado Amauri Barroso de Souza
- SP-225 (BR-369)
- SPA-159 - Rodovia Doutor Fernando de Oliveira Simões (Dois Córregos - Guarapuã)
- Rodovia Fortunato Rocha Lima (Dois Córregos - Jaú - Bocaina)
- Vicinal Léo Guaraldo

### Ferrovias

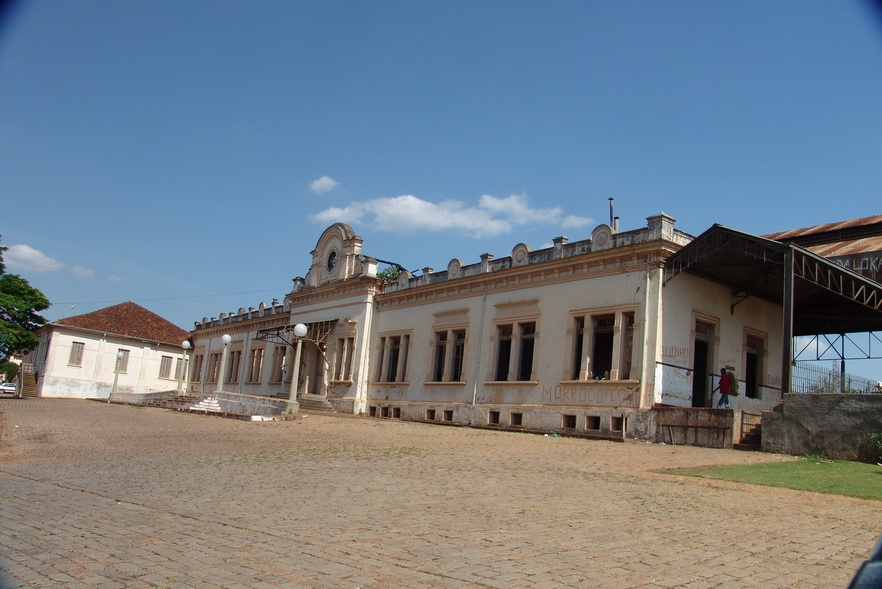
Estação Ferroviária.

A estação ferroviária de Dois Córregos foi inaugurada em 7 de setembro de 1866, na Linha Tronco Oeste da antiga Companhia Paulista de Estradas de Ferro (CP). Operou como terminal de passageiros até janeiro de 1999, quando foi desativada. Em julho de 2001, sofreu um incêndio. Foi reformada na década de 2010 e atualmente abriga o Museu Ferroviário.

## Demografia

### População
| Crescimento populacional                             | Crescimento populacional | Crescimento populacional | Crescimento populacional |
| Ano                                                  | População Total          |                          | %±                       |
| ---------------------------------------------------- | ------------------------ | ------------------------ | ------------------------ |
| 1890                                                 | 4 154                    |                          | —                        |
| 1900                                                 | 8 977                    |                          | 116,1%                   |
| 1910                                                 | 15 000                   |                          | 67,1%                    |
| 1920                                                 | 19 590                   |                          | 30,6%                    |
| 1925                                                 | 23 505                   |                          | 20,0%                    |
| 1934                                                 | 17 577                   |                          | −25,2%                   |
| 1937                                                 | 18 791                   |                          | 6,9%                     |
| 1940                                                 | 15 996                   |                          | −14,9%                   |
| 1946                                                 | 17 257                   |                          | 7,9%                     |
| 1950                                                 | 13 041                   |                          | −24,4%                   |
| 1958                                                 | 12 009                   |                          | −7,9%                    |
| 1960                                                 | 14 619                   |                          | 21,7%                    |
| 1970                                                 | 13 417                   |                          | −8,2%                    |
| 1980                                                 | 15 482                   |                          | 15,4%                    |
| 1991                                                 | 18 838                   |                          | 21,7%                    |
| 2000                                                 | 22 522                   |                          | 19,6%                    |
| 2010                                                 | 24 761                   |                          | 9,9%                     |
| 2022                                                 | 24 510                   |                          | −1,0%                    |
| Est. 2024                                            | 24 855                   | [ 11 ]                   | 1,4%                     |
| Fontes: Censos Demográficos IBGE e Estimativas SEADE |                          |                          |                          |

### Dados demográficos
Dados do Censo - 2010
População Total: 24 768
- Urbana: 23 453
- Rural: 1 315
  - Homens: 12 420
  - Mulheres: 12 348
- Densidade demográfica (hab./km²): 39,12
- Mortalidade infantil até 1 ano (por mil): 15,51
- Expectativa de vida (anos): 71,41
- Taxa de fecundidade (filhos por mulher): 2,55
- Taxa de alfabetização: 88,99%

(Fonte: IPEADATA)

## Política e administração
- Prefeito: Alceu Antônio Mazziero - Tião (2025–2028)
- Vice-prefeito: Fábio Henrique de Freitas Candelária
- Presidente da câmara: Elaine Scarpim Nais (2025/2026)[16]

## Economia
Sua economia é baseada na plantação de cana-de-açúcar, café, macadâmia e fábricas de móveis.[carece de fontes?]

## Infraestrutura

### Comunicações

#### Telefonia
O sistema de telefones automáticos foi inaugurado na cidade em 1977 pela Telecomunicações de São Paulo (TELESP), que também implantou o sistema de discagem direta à distância (DDD) em 1977 com o código de área (0146). Anteriormente a cidade era atendida pela Companhia Telefônica Brasileira (CTB).
Na década de 90 o código DDD da cidade foi alterado para (014), para padronização do sistema telefônico com a telefonia celular que estava sendo implantada em todo o estado.

#### Imprensa
- Jornal Independente
- Jornal O Democrático

### Transportes

Terminal Rodoviário Prefeito Luciano Bigarelli Jr.

- Terminal Rodoviário Prefeito Luciano Bigarelli Jr.

### Saúde

#### Hospitais
- Irmandade da Santa Casa de Misericórdia de Dois Córregos

#### Postos de saúde
- Centro de Saúde II
- USF Vilas Unidas
- USF Jardim Arco Íris
- PAS Jardim Paulista
- USF Guarapuã (Distrito de Guarapuã)

### Educação
IDH-E: 0.646 - 2013 

#### Escolas de educação infantil
- Be A Bá
- Cantinho do Saber
- HumanaMente Escola de Educação Infantil
- CEMEI Professor Cícero Bertelli
- Casa da Criança
- EMEFEI Professora Laura Rebouças de Abreu (Distrito de Guarapuã)
- CEMEI Professora Maria Helena Cappelini Rodrigues
- EMEI Professora Maria José Scarpin
- CEMEI Professora Maria Lúcia  Altimari Dante
- EMEFEI Oscar Novakoski
- PIUI

#### Escolas de ensino fundamental
- EMEF Benedito do Santos Guerreiro
- EE Benedito do Santos Guerreiro
- Colégio Idealista Professor Benedito Ortiz
- EMEF Francisco Simões
- EE José Alves Mira
- Colégio Interligado
- EMEFEI Professora Laura Rebouças de Abreu (Distrito de Guarapuã)
- EMEFEI Oscar Novakoski
- EMEF Professor Valdomiro Casagrande

#### Escolas de ensino médio
- EE Benedito do Santos Guerreiro
- Colégio Idealista Professor Benedito Ortiz
- Colégio Interligado
- EE José Alves Mira

#### Escolas EJA presenciais
- EE Benedito do Santos Guerreiro
- EMEF Francisco Simões

#### Escolas de educação profissional
- EMEP Euclides do Santos (SESI)

#### Faculdades
- Faculdade Anhanguera (Colégio Idealista Professor Benedito Ortiz)
- UNIVESP (EMEF Professor Valdomiro Casagrande)

## Pessoas ilustres
Carlos Nascimento, Raquel Krahenbuhl e Reinaldo Azevedo, três jornalistas nacionalmente conhecidos, são nascidos em Dois Córregos.

## Religião
O Cristianismo se faz presente na cidade da seguinte forma:

### Igreja Católica

Capela de São Benedito, situada na Praça Pe. Vidal Alonso Martines

O município pertence à Diocese de Jaú, na Forania Nossa Senhora das Dores:
- Paróquia Matriz do Divino Espírito Santo
  - Capela de Santo Antônio
  - Capela de Santa Luzia
  - Capela de São Benedito
  - Capela da Imaculada Conceição (Santa Casa)
  - Igreja de Santo Antonio de Lisboa (Guarapuã)
  - Oratório de Nossa Senhora Aparecida (Guarapuã)
  - Capela São José (Independência - Jaú)
  - Comunidade Nossa Senhora de Fátima (Condomínio Eldorado - Guarapuã)
- Paróquia Santuário de Nossa Senhora da Conceição Aparecida
  - Capela de Santa Edwiges
  - Capela de Santo Expedito
  - Capela de São Sebastião
  - Capela de São Vicente de Paulo (Lar São Vicente de Paulo)
  - Capela de São Sebastião (Bairro Rural de Ventania)
  - Capela de São Cristóvão

### Igrejas Evangélicas
Entre as igrejas protestantes históricas, pentecostais e neopentecostais, encontram-se na cidade:
- Assembleia de Deus Ministério do Belém.[25][26]
- Congregação Cristã no Brasil.[27]